# Thea Roque-Krag
Thea Tamara Roque-Krag (født 1. juli 1999) er en kvindelig dansk fodboldspiller, der spiller som målvogter for Ballerup-Skovlunde Fodbold i 1. division.

## Karriere
Hun har tidligere spillet for klubberne BK Skjold og Sundby Boldklub i hendes ungdomsår. Hun optrådte også for Sundby Boldklubs førstehold, da holdet spillede det såkaldte kvalifikationsrunde mod ligaen. Derudover har hun spillet for B.93 i to omgange, først som ungdomsspiller hvor hun også var anfører for klubbens U18-hold og senere da klubbens seniorhold spillede i landets bedste kvindelige række 3F Ligaen i sæsonen 2018-19.
Hun skiftede i sommeren 2019, til Ballerup-Skovlunde Fodbold der spillede i Elitedivisionen og hvor hun siden har spillet.
Hun har desuden været indkaldt til både U/17- og U/19-landsholdet flere gange, men har aldrig spillet en officiel landskamp.